# Ask.fm
Ask.fm은 회원 혹은 익명의 사용자로부터 질문받고 답변 공유가능한 Q&A 중심 소셜 네트워크 서비스(Social Network Servie : SNS)이다. 2010년 6월 16일 서비스 시작, 2014년 12월 기준 250억 개의 답변이 등록됐다.

## 규모
150여 개 국가에서 서비스하고 있으며, 1억 3900만 명의 회원이 등록돼 있다. 49종의 언어로 서비스되며, 한국어로도 서비스되고 있다.
라트비아 회사인 Sia Ask.fm (LLC)에서 설립·운영하였고, Q&A 웹사이트 Ask.com과 합병돼 2014년 12월 1일 부로 아일랜드 소재 Ask.fm Europe, Ltd.로 이전됐다.

## 비판
이용자 절반 정도는 18세 미만 청소년이다. 이로 인해 집단 따돌림 등 다양한 청소년 문제가 사이트 상에서 벌어졌으며, Ask.fm에 대한 광고 중단 운동이 벌어지는 등 논란이 됐다. Ask.fm은 악용 방지 방침을 제시하거나 지속적 모니터링 통해 이 문제 완화한다고 발표하였다.

## 같이 보기
- 스프링닷미